# زاهدة عباسية
زاهدة عباسية وتُكتب أيضًا زاهده عباسیه واسمها الكامل زاهدة بنت محمد بن مبارك بن مستعصم (وُلدت عام 1279 وتُوفيّت عام 1328) كانت شاعرة من الدولة العباسيّة.

## الحياة المُبكّرة
وُلدت زاهدة عباسيّة في مدينة بغداد، ثمّ اشتهرت بعدما أسَّست مدرسة في العماديّة سمَّتها على اسمها: «مدرسة الزاهدية». اشتهرت زاهدة عباسية أيضًا بسببِ اجتماع الشعراء والعلماء في منزلها للتعبير عن آرائهم. تزوجت عباسيّة من ابن عمها عماد الدين.